# Powiat Żagański
Der Powiat Żagański ist ein Powiat (Kreis) in der Woiwodschaft Lebus in Polen. Der Powiat hat eine Fläche von 1131 km², auf der rund 80.600 Einwohner leben. Vorgängerkreis war bis 1945 der deutsche Landkreis Sprottau.

## Gemeinden
Der Powiat umfasst neun Gemeinden, davon zwei Stadtgemeinden, drei Stadt-und-Land-Gemeinden und vier Landgemeinden.

### Stadtgemeinden
- Gozdnica (Freiwaldau)
- Żagań (Sagan)

### Stadt-und-Land-Gemeinden
- Iłowa (Halbau)
- Małomice (Mallmitz)
- Szprotawa (Sprottau)

### Landgemeinden
- Brzeźnica (Briesnitz)
- Niegosławice (Waltersdorf)
- Wymiarki (Wiesau)
- Żagań (Sagan)